# Pozondón
Pozondón település Spanyolországban, Teruel tartományban. Pozondón Albarracín, Almohaja, Alba, Santa Eulalia del Campo, Bronchales és Ródenas községekkel határos. Lakosainak száma 54 fő (2024).

## Népesség
A település népessége az utóbbi években az alábbiak szerint változott:
| Lakosok száma | 88   | 97   | 89   | 83   | 71   | 63   | 54   | 50   | 48   | 54   |
|               | 2001 | 2004 | 2007 | 2009 | 2012 | 2014 | 2017 | 2019 | 2022 | 2024 |